# Panel PC
Panel PCs können zum einen Varianten von Industrie-PCs für den Einsatz in Standardschaltschränken, Pulten und Schalttafeln und zum anderen eine Form von graphischen Touchscreen Benutzerschnittstellen sein. Zu den typischen Einsatzgebieten gehören sowohl die Industrie- und Prozessautomatisierung als auch in die Integration in einzelne industrielle Maschinen oder Geräte. Panel PCs bestehen aus einem Computersystem und einem Display. Bei dem Computersystem kann es sich um einen Box PC oder um einen Einplatinencomputer, oft engl. single-board computer (SBC) handeln. Die Displays sind TFT- oder LC-Bildschirme mit Touchscreen, die direkt auf dem Computersystem aufgebracht sind. Zusammen mit einem Gehäuse bilden diese Komponenten eine Panel PC Einheit.
Für unterschiedliche Anforderungen stehen verschiedene Panel-PCs Kategorien zur Verfügung, die sich in Prozessorleistung, Schnittstellen, (Ein)Bauform und Betriebssystem unterscheiden. Meistens haben diese gemeinsame Industriefunktionalitäten wie Schutzart IP65, NEMA 4, hohe elektromagnetische Verträglichkeit, CE-Kennzeichnung, ausgelegt für 24 Stunden Dauerbetrieb, hohe Umgebungstemperaturen im Betrieb.
Panel PCs können entweder als Bedien- oder Kontrolleinheit verwendet werden, aber auch für die Verarbeitung und Auswertung von Daten. Grundlegend lassen sich Panel PC in zwei verschiedene Kategorien gliedern.

## Industrielle Panel PCs
Industrielle Panel PCs oder auch industrielle HMIs ("Human Machine Interface") werden für die Steuerung größerer Maschinenanlagen, Prozessvisualisierung und Industrieautomation eingesetzt. Sie sind darauf ausgelegt mit zahlreichen SPS (Speicherprogrammierbare Steuerung) zu kommunizieren und so alle Eingangs- und Ausgangsaktionen zu überwachen und zu steuern. Die Übertragung erfolgt meistens über industrielles Ethernet oder industrielle serielle Busverbindungen. Für die Visualisierung wird häufig eine SCADA Software verwendet. Aufgrund des hohen Rechenaufwands werden im Vergleich zu anderen Bedieneinheiten leistungsstarke Prozessoren für industrielle Panel PCs verwendet. Die Hardware eines Industrie-PCs unterscheidet sich aber von einem herkömmlichen Personal Computer. Oft reicht eine wesentlich niedrigere Performance, da die Steuerung von industriellen Maschinen keine Hochleistungsprozessoren benötigt. Im Bereich der Prozessvisualisierung werden jedoch durchaus leistungsfähige Prozessoren und Grafiklösungen, insbesondere Mehrschirmsysteme, eingesetzt. Für industrielle Panel PCs wird häufig die x86-Architektur für Prozessoren eingesetzt. Für diese können sowohl Standardbetriebssysteme wie Windows 10 aber auch spezialisierte Betriebssysteme wie Embedded Linux oder Windows Embedded verwendet werden. Zudem können sie die in der Industrieautomatisierung immer häufiger gefragten Echtzeitanforderungen erfüllen.
Zu den Anwendungsbeispielen für Industrial Panel PCs gehören Wasserwerke, Werkzeugmaschinen oder chemische Prozessanlagen. Industrielle Panel PCs als Benutzerschnittstelle werden als Komplettpaket zusammen mit SPS und einer Softwarelösung wie SCADA von Herstellern wie Siemens, AB Allen Bradley oder Schneider Electric angeboten.
Bei modularen industriellen Panel PCs können Displays mit verschiedenen Größen flexibel mit einer Recheneinheit verbunden werden.
Modulare Konzepte wie Panel PCs mit CDS-System verbinden Display mit einem PC-Modul per Steckverschluss, was sich auf die Nachhaltigkeit auswirkt. Denn Displays unterliegen in industriellen Umgebungen einem höheren Verschleiß. Gehen sie kaputt, muss nur das Display getauscht werden und die Recheneinheit kann weiter genutzt werden.

## Kommerzielle Panel PCs
Kommerzielle Panel PCs oder auch kommerzielle HMIs werden im Gegensatz zu industriellen Panel PCs vorrangig in einzelnen voneinander unabhängigen Geräten eingesetzt. Deshalb ergeben sich für diese Art von Touchscreen Benutzerschnittstellen andere Anforderungen. Für eine möglichst kompakte Bauweise wird für die Computereinheit häufig ein eingebettetes System verwendet. Diese können durch Einplatinencomputer realisiert werden, bei denen sich sämtliche notwendige elektronische Komponenten auf einer Leiterkarte befinden. Die CPU Einheit kann mit diversen Architekturen realisiert werden. Die ARM-Architektur bietet sich für viele Anwendungen durch ihren niedrigen Stromverbrauch und kostengünstige Implementierung an. Kommerzielle Panel PCs verfügen über Standardschnittstellen wie USB, Ethernet, RS-232, RS-485 oder CAN-Bus. Anders als bei industriellen Panel PCs werden spezialisierte an eingebettete Systeme angepasste Betriebssysteme eingesetzt. Die Software ist für jedes System neu zu entwickeln und kann somit für die jeweiligen individuellen Bedürfnisse konfiguriert werden.
Eine besondere Anforderung an kommerzielle Panel PCs ist die Integration in das zu steuernde Gerät. Dies beinhaltet die Anbindung an die elektronischen Komponenten der Anwendung aber auch die mechanische Anpassung in das Gehäuse.
Kommerzielle Panel PCs werden beispielsweise in Kioskautomaten, Medizin- und Laborgeräten, Catering Equipment und Sicherheitstechnik eingesetzt. Hersteller wie Kontron, DATA Modul, Garz & Fricke bieten Standardlösungen oder individuell konfigurierte kommerzielle Panel PCs an.